# Toni Varela
Toni Varela, né le 13 juin 1986 à Santa Catarina, est un ancien footballeur international cap-verdien. Il jouait au poste de milieu relayeur.